# Nicky Virachkul
Nicholas "Nicky" Virachkul, manchmal auch "Nick" Virachkul (* 3. Juni 1948 in Thailand; † 17. April 1999 in Los Angeles, Kalifornien, Vereinigte Staaten) war ein US-amerikanischer professioneller Dartspieler, der in den 1970ern und 1980ern aktiv war.

## Karriere
Virachkul repräsentierte die Vereinigten Staaten auf internationalen Dartsturnieren.
Er nahm zudem an der ersten Austragung einer Weltmeisterschaft im Darts 1978 teil. Hierbei erreichte er das Halbfinale und unterlag dort dem späteren Sieger Leighton Rees denkbar knapp mit 7:8 in den Legs. Er gewann das Spiel um Platz 3 gegen Stefan Lord. Virachakul erreichte bei drei weiteren Teilnahmen an der BDO World Championship das Viertelfinale: 1981 (Niederlage gegen Eric Bristow), 1982 (Niederlage gegen Bobby George) und 1984 (Niederlage gegen Dave Whitcombe). Trotz dieser guten Ergebnisse war es doch eine Überraschung, als er den amtierenden Weltmeister Keith Deller in der 1. Runde der Auflage von 1984 besiegen konnte. Deller nahm in der 1. Runde der Auflage des folgenden Jahres Revanche. Die BDO World Championship 1985 war Virachkuls letzte Teilnahme an einem Endturnier einer Weltmeisterschaft. Er war damit Teil der ersten acht Darts-Weltmeisterschaften war. Somit verpasste er die Teilnahme an einer Austragung im Lakeside Country Club, wo das Turnier von 1986 bis 2019 ausgetragen wurde.
Virachkul bestritt überdies den dritten WDF World Cup 1979 und gewann den Titel im Einzel. 1980 erreichte er dann das Halbfinale bei den Winmau World Masters. Weitere Turniersiege konnte er bei den Windy City Open 1978, den North American Open 1982 und den Dallas Open 1983 einfahren.
Nicky Virachkul wurde ebenfalls die Ehre der Aufnahme in die National Darts Hall of Fame im Jahr 1996 zuteil.

## Leben
Nicky Virachkul wurde in Thailand geboren. Er studierte in den Vereinigten Staaten und wurde durch eine Einbürgerung zum US-amerikanischen Staatsbürger.
Bereits an Krebs leidend kehrte Virachkul nach seinem Karriereende in sein Geburtsland Thailand zurück. 1999 starb Virachkul im Alter von nur 50 Jahren in Los Angeles.

## Weltmeisterschaftsresultate

### BDO
- 1978: 3. Platz (5:4-Sieg gegen  Stefan Lord)
- 1979: Achtelfinale (1:2-Niederlage gegen  Alan Glazier)
- 1980: Achtelfinale (0:2-Niederlage gegen  Bill Lennard)
- 1981: Viertelfinale (0:4-Niederlage gegen  Eric Bristow)
- 1982: Viertelfinale (1:4-Niederlage gegen  Bobby George)
- 1983: 1. Runde (1:2-Niederlage gegen  Keith Deller)
- 1984: Viertelfinale (0:5-Niederlage gegen  Dave Whitcombe)
- 1985: 1. Runde (0:2-Niederlage gegen  Keith Deller)

## Titel

### WDF
- Platinum-Kategorie
  - WDF World Cup Einzel: (1) 1979
  - WDF Pacific Cup Teams: (1) 1984 (mit Jerry Umberger, Kathy Karpowich und Joann Anderson)
- Open-Turniere
  - Houston Open: (1) 1978
  - Oregon Open: (1) 1987

### Andere
- San Diego Open: (1) 1976
- Windy City Open: (1) 1978
- North American Open: (1) 1982
- Dallas International Classic: (1) 1983
- Camallia Classic: (2) 1986, 1987